# Laurentia

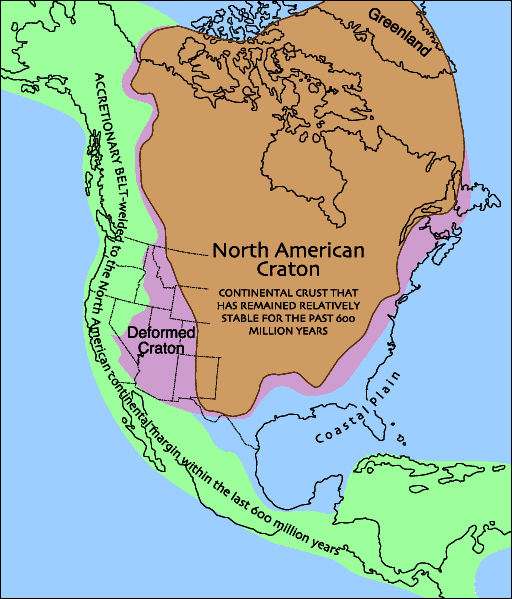

Laurentia è un supercontinente, conosciuto anche col nome di cratone nordamericano, che forma la base delle attuali America settentrionale, Groenlandia e Scozia. Lo Scudo canadese ne costituisce la parte più antica (risale al periodo Archeano, fra - 4000 e - 2500 milioni di anni). Il cratone nordamericano della Laurentia, come tutti i cratoni, si formò dallo scontro fra due continenti, col conseguente rimbalzo verso la direzione opposta. Questi processi si sono svolti nell'arco di milioni di anni, e sono stati ricostruiti dall'esame delle attuali rocce.
La Laurentia deve il suo nome allo scudo laurenziano che, a sua volta, lo deve al fiume San Lorenzo.

## Cronologia
Attualmente, la Laurentia ha la forma del Nord America, ma in passato è stata parte di altri supercontinenti:
- 2,5 miliardi di anni fa, l'Arctica divenne un continente separato.
- 2,45 miliardi di anni fa, l'Arctica diviene parte del supercontinente Kenorland.
- 2,1 miliardi di anni fa, la Kenorlandia si fratturò ed il cratone artico entrò a far parte del supercontinente Nena, assieme alla Baltica ed all'Antarctica orientale.
- 1,8 miliardi di anni fa, la Laurentia entrò a far parte del supercontinente Columbia.
- 1,5 miliardi di anni fa, divenne un continente a sé stante.
- 1,1 miliardi di anni fa, entrò a far parte del supercontinente Rodinia.
- 750 milioni di anni fa, era parte del supercontinente minore Protolaurasia, dal quale era quasi completamente staccata.
- 600 milioni di anni fa, entrò a far parte del supercontinente Pannotia.
- Nel Cambriano, tornò nuovamente indipendente.
- Nell'Ordoviciano, finì quasi completamente sommersa a favore della Baltica.
- Nel Devoniano i due supercontinenti collisero, formando l'Euramerica.
- Nel Permiano, si ebbe la collisione di tutti i supercontinenti e la conseguente formazione della Pangea.
- Nel Giurassico, la Pangea si divise in due supercontinenti: la Laurasia e la Gondwana: la Laurentia faceva parte del primo.
- Nel Cretaceo, divenne nuovamente indipendente, formando il Nord America
- Nel Neogene, il Nord America si unì col Sudamerica a formare il supercontinente minore dell'America.
- fra 250 milioni di anni, tutti i continenti potrebbero collidere nuovamente, formando una nuova Pangea detta Pangea Ultima: la Laurentia farà parte del nuovo supercontinente.